# Philophylla latipennis
Philophylla latipennis är en tvåvingeart som först beskrevs av Chen 1948.  Philophylla latipennis ingår i släktet Philophylla och familjen borrflugor. Inga underarter finns listade i Catalogue of Life.